# Gottlieb von Tucher
Gottlieb von Tucher (Christoph Carl Gottlieb Sigmund Freiherr von Tucher von Simmelsdorf, 20. maj 1798 i Nürnberg – 17. februar 1877 i München) var en tysk jurist og musikforsker.
Tucher studerede jura ved universiteterne i Erlangen, Heidelberg og Berlin og virkede som jurist i forskellige embeder i Bayern.
Ved siden af sine embeder havde han interesse for kildeforskning i ældre kirkemusik; inspiration hertil havde han fået af blandt andre Anton Friedrich Justus Thibaut (1772-1840), Giuseppe Baini (1775-1844) og Fortunato Santini (1778–1861), et æresmedlem af Sing-Akademie zu Berlin. 
1827 udgav Tucher sin første samling Kirchengesänge von Palestrina und seiner Schule, hvis første hefte han tilegnede Beethoven, det andet Thibaut. I 1830'erne vendte han sig mod den tyske evangeliske kirkesang, og med hovedværket Schatz des evangelischen Kirchengesangs im ersten Jahrhundert der Reformation havde Tucher skabt sig et navn og gjaldt som sagkyndig med hensyn til sangbogsreformen (ty. Kompetenz für die Gesangbuchreform.)
Tucher var en af Thomas Laubs inspirationskilder til den kirkesangsreform han var en ledende kraft for i slutningen af 1800-tallet; to andre var Carl von Winterfeld og Johannes Zahn.